# Wyalusing State Park
Der Wyalusing State Park befindet sich im Grant County des US-Bundesstaates Wisconsin. Der 1917 gegründete State Park liegt südöstlich des Zusammenflusses von Wisconsin River und Mississippi River. Im 1064 ha großen Parkgebiet befinden sich unter anderem indianische Mounds, geologische Aufschlüsse, Aussichtspunkte, Wandermöglichkeiten zu Fuß, zu Rad oder mit dem Kanu, Bootsstege, Campingplätze und ein Besucherzentrum.

## Flora und Fauna
Neben Hartholzwäldern und Kiefernplantagen gibt es ebenso Altarme und Feuchtgebiete in der abwechslungsreichen Landschaft des State Parks mit Klippen, Quellen und Wasserfällen. In den Sommermonaten leben dort über 90 Vogelarten. Während der Vogelwanderungen im Frühjahr und Herbst können über 100 Arten beobachtet werden, darunter Truthuhn, Truthahngeier, Weißkopfseeadler, Greifvögel, Eulenvögel, Wasservögel und zahlreiche Singvögel. Zu den Säugetieren im Park gehören unter anderem Biber, Füchse und Hirsche. In den Seiten- und Altarmen der beiden Flüsse können Speisefische wie Hechte, Amerikanischer Zander und andere Echte Barsche geangelt werden.

## Geschichte

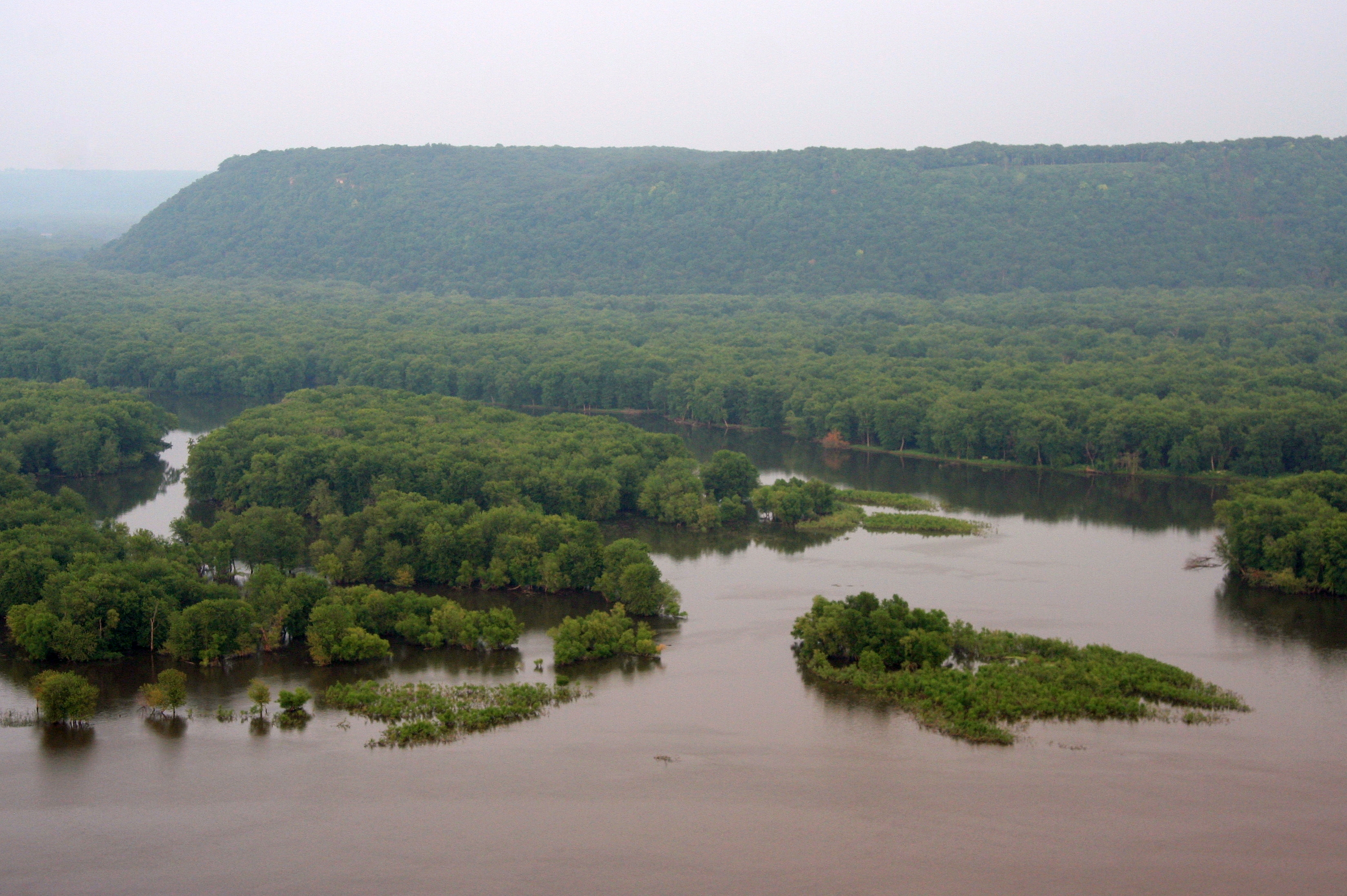
Wyalusing State Park von Iowa aus nach Osten gesehen

Die 200 m hohen Sandsteinklippen sind über 400 Millionen Jahre alt.
Vor 11.000 Jahren tauchten die ersten Menschen in der Gegend auf. Siedlungsspuren, Mounds und Artefakte können unter anderem den präkolumbischen Red Ocher People, der Hopewell-Kultur und der Effigy-Mounds-Kultur der Woodland-Periode zugeordnet werden. Insgesamt waren bis zur Ankunft der Europäer mindestens 14 Stämme zeitweise oder dauerhaft in der Region anzutreffen. Die ältesten Aufzeichnungen von Europäern stammen vom 17. Juni 1763 von Jacques Marquette und Louis Joliet. Ihnen folgten französische, britische und später amerikanische Pelzhändler sowie Goldgräber, Farmer und Siedler.
Anfang des 20. Jahrhunderts reiften die Pläne zur Überführung des Geländes in einen State Park. Die damaligen Eigner der Familie um Robert Glenn führten entsprechende Verhandlungen und 1912 konnte das Land übertragen werden und der State Park 1917 eröffnet werden. Anfangs noch unter dem Namen Nelson Dewey State Park erfolgte später die Umbenennung in Wyalusing State Park, wobei Wyalusing in der Sprache der Munsee-Delaware Heimat des Kriegers bedeutet.
Zwischenzeitlich wurde der State Park nochmals erweitert und wird vom Wisconsin Department of Natural Resources verwaltet.